# Otto Alscher
Otto Alscher (n. 8 ianuarie 1880, Perlez, Serbia, pe atunci în Imperiul Austro-Ungar – d. 29 decembrie 1944, Târgu Jiu, România) este reținut de istoria literaturii, în funcție de autor și perioada istorică, ca „poet german din Ungaria”, „scriitor austriac” și „scriitor român de limba germană”.

## Biografie
A fost cel mai mare din cei trei copii ai unei familii de fotografi ambulanți din Perlez, pe atunci o localitate din granița militarizată aflată în sud-estul Imperiului Austro-Ungar. Tatăl său a fost subofițer înainte de a deveni fotograf.
În anul 1891 familia Alscher s-a stabilit la Orșova, deschizând primul atelier fotografic din regiune.
În semestrul de iarnă 1898-99 și în semestrul de vară 1899, Otto și fratele său mai mic Hugo urmează cursurile K.k. Graphische Lehr- und Versuchsanstalt in Wien. I. Section: Lehranstalt für Photographie und Reproductionsverfahren (Școala chezaro-crăiască de grafică din Viena. Secția de fotografie și metode de reproducere). Cu ajutorul lui Friedrich Nietzsche cei doi frați au reușit să își facă legături în boema din Viena.
Otto s-a orientat spre jurnalism și a început să scrie, în timp ce fratele său Hugo a devenit pictor.
În 1904 Otto Alscher s-a căsătorit cu educatoarea de grădiniță Leopoldine alias Else Amon și și-a construit la Gratzka o casă pentru familie, la distanță de o oră de mers de Orșova, în mijlocul naturii, departe de oameni. Aici s-au născut copiii săi Reingard (?), Helmut (1907) și Helga (1909).
Cu al doilea roman al său, Gogan und das Tier, publicat în 1912 de editura S. Fischer, devine cunoscut ca scriitor.
În 1915 Alscher a fost chemat sub arme. Dacă la începutul Primului Război Mondial făcuse propagandă in favoarea războiului, mai târziu va deveni un opozant al acestuia. În 1916 se îmbolnăvește de malarie și este lăsat la vatră.
În 1917 apare primul său volum de povestiri despre animale Die Kluft, Rufe von Menschen und Tieren (Prăpastia, chemări ale oamenilor și animalelor), la editura Albert Langen din München. Din acest volum Hermann Hesse a ales povestirea „Câinii“ pentru antologia „Strömungen (Curente)“ alcătuită împreună cu Richard Woltereck (1877–1944), considerând-o, așa cum afirmă în prefața acesteia, ca făcând parte din Noua Literatură.
După război, Alscher își părăsește familia și formează un parteneriat pentru restul vieții cu Elisabeth Amberg, o profesoară cu 20 de ani mai tânără decât el.
Ca jurnalist angajat politic pledează pentru unirea Banatului cu România. El vede în noul stat o șansă de reînnoire estetică a minorității germane răsăritene. Cu toate acestea, apelul său nu a găsit ecou.
Înstrăinat, fără a fi câștigat noi cititori, se retrage împreună cu Elisabeth în utopia sa, în casa din Gratzka, în a cărei posesie reintră. Aici, partenera sa de viață sa îi naște cinci copii: Edgar (1924), Edith (1926), Hugo (1928), Erika (1930) și Ingrid (1936).
În 1928 apare, la editura Albert Langen, volumul Tier und Mensch (Animal și om).
Căutarea identității în cadrul „Emigrației interne“ nu va mai fi finanțată în anii '30. Ca urmare, Alscher trebuie să se alinieze moralei convenționale și discursului contemporanilor săi în texte banale, de tip „Sânge-și-Pământ“ (Blut-und-Boden-Kitsch), care însă nu au succes la public.
În 1939 se angajează ca jurnalist la ziarul Extrapost din Timișoara, dar este concediat după numai câteva luni. Familia se scufundă în mizerie și ajunge să trăiască din ajutoarele pentru săraci. Casa din Gratzka este scoasă la licitație. Rămâne la Timișoara, unde activează până în 1943, ca îndrumător cultural al Deutsche Volksgruppe (Grupul Etnic German din România). În paralel, lucrează și la publicația Banater Tagblatt (1941-1942).
În 1942, o dată cu moștenirea atelierul fotografic al părinților săi și a casei părintești, devine posibilă o nouă reîntoarcere la Orșova, în apropierea meleagurilor în care scriitorul poate trăi o existența „reală“, în comuniune cu natura.
În 1943 publică, atât cu mijloace proprii, cât și cu ajutorul prietenului său Heinrich Anwender din Timișoara,  al treilea volum cu povestiri despre animale Die Bärin. Besinnliche Tiergeschichten (Ursoaica. Povestiri despre animale pașnice). Este o selecție de articole publicate ocazional, la care se adaugă textele care, din cauza conținutului umanist și pacificst, nu i-au fost acceptate de nici o publicație.
La 23 august 1944 România întoarce armele, Armata Roșie ocupă țara, iar cetățenii germani, precum și cei care lucrau la asociația Deutsche Volksgruppe sunt arestați. Fără o acuzație precisă, Otto Alscher este arestat și internat în lagărul de la Târgu Jiu. Deși în vârstă de 64 de ani, autorul reușește să evadeze în septembrie și să se întoarcă la Orșova, parcurgând pe jos o distanță de 100 de km. Este arestat din nou în octombrie si reinternat in același lagăr. Încetează din viață pe 29 decembrie 1944.

## In memoriam
- Placă comemorativă închinată scriitorului, în amintirea perioadei în care a viețuit aici, aceasta fiind montată pe fațada fostei Biblioteci municipale Orșova, clădirea de lângă primărie.[2]

- Plicuri filatelice ocazionale „Otto Alcher 75 ani de la trecerea în eternitate – 30 decembrie 2019”, imprimate cu ștampila ocazională Otto Alcher, editate de Forumul Democratic al Germanilor din Județul Caraș Severin și de Asociația Germană de Cultură și Educație a Adulților Reșița. Acest proiectul cultural a fost finanțat de către Departamentul pentru Relații Interetnice București. [2]

- În amintirea sa, la Orșova se organizează Festivalul interetnic de cântec și dansuri tradiționale „Otto Alscher”.[3][4]

## Scrieri
Antume:
- Ich bin ein Flüchtling, Stuttgart, 1909
- Mühselige und Beladene, Novellen, Berlin, 1910
- Gogan und das Tier, Roman, Berlin, 1912
- Zigeuner, Erzählungen, München, 1914
- Wie wir leben und lebten, Erzählungen, Temeswar, 1915
- Die Kluft. Rufe von Menschen und Tieren, München, 1917
- Tier und Mensch, Geschichten, München, 1928
- Zwei Mörder in der Wildnis, Roman, München, 1937
- Die Bärin. Besinnliche Tiergeschichten, Temeswar, 1943.

Postume și republicări:
- Zwischenspiel im Mondschein, Tiergeschichten, București, 1967
- Die Straße der Menschen und andere Erzählungen , Editura pentru literatură, București, 1968
- Gogan und das Tier, București, 1970
- Der Löwentöter. Ein Urweltroman, București, 1972
- Belgrader Tagebuch. Feuilleton aus dem besetzten Serbien. 1917-1918, București, 1975
- Tier- und Jagdgeschichten, Editura Kriterion, București, 1977
- Das Rätsel eines Wortes, București, 1976
- Der Weg aus den Wäldern, București, 1980
- Der Schöpfer, Kurzroman - erschien als Folge in der "Neuen Banater Zeitung", Timișoara, 1980
- Belebte Nacht, Editura Kriterion, 1981
- Landsmannschaft Banater Schwaben - Erzählungen, München, 1995
- Au loin un jour / Fernab ein Tag, nuvelă publicată în ediție bilingvă, cu traducere în limba franceză de Gabrielle Danoux, 2015.